# 北海道北見工業高等学校
北海道北見工業高等学校（ほっかいどうきたみこうぎょうこうとうがっこう、Hokkaido Kitami Technical High School）は、北海道北見市にある公立工業高等学校。

## 沿革
- 1964年 - 開校
- 1972年 - 全国高等学校野球選手権大会出場
- 1995年 - 新校舎落成

## 特色
- 網走管内で唯一土木科の配置された高校であったが、1995年の新校舎落成に伴い学科転換が行われ、機械科は電子機械科に、土木科は建設科にそれぞれ名称を変更した。
- 以前は、工業高校という事もあり、入学する生徒のほとんどが男子生徒であったが、平成になってから女子生徒も入学するようになり、卒業後も各方面で優れた技術者として活躍する。

## 著名な関係者

### 教職員
- 小池喜孝 - 歴史研究者

### 出身者
- どさんこ室田 - お笑い芸人